# Женская сборная Катара по баскетболу 3×3
Женская сборная Катара по баскетболу 3×3 представляет Катар на международных соревнованиях по баскетболу 3×3. Управляющим органом является Федерация баскетбола Катара.
По состоянию на 1 сентября 2024, женская сборная Катара по баскетболу 3×3 занимает 50-е место в мировом рейтинге ФИБА женских сборных по баскетболу 3×3.

## Результаты выступлений
| Турнир         | Золото | Серебро | Бронза | Всего |
| -------------- | ------ | ------- | ------ | ----- |
| Чемпионат Азии | —      | —       | —      | —     |
| Азиатские игры | —      | —       | —      | —     |
| Итого          | —      | —       | —      | —     |

### Чемпионат Азии по баскетболу 3x3
| Год             | Место          | Игры           | Победы         | Поражения      | Состав команды                                                                             |
| --------------- | -------------- | -------------- | -------------- | -------------- | ------------------------------------------------------------------------------------------ |
| Доха 2013       | 5              | 5              | 1              | 4              | Refaa Morjan N J Mohammed, Warda Morjan N J Mohammed, Alaa Soliman, Houweida Alhbib Tounsi |
| Доха 2013       | 9              | 4              | 0              | 4              | QatarWomen1 Q*****, QatarWomen2 Q*****, QatarWomen3 Q*****                                 |
| Улан-Батор 2017 | 12             | 2              | 0              | 2              | Warda Morjan N J Mohammed, Amal Mohamed Saleh, Alaa Soliman, Houweida Tounsi               |
| 2018—н. в.      | не участвовали | не участвовали | не участвовали | не участвовали | не участвовали                                                                             |

### Азиатские игры
| Год           | Место          | Игры           | Победы         | Поражения      | Состав команды                                                      |
| ------------- | -------------- | -------------- | -------------- | -------------- | ------------------------------------------------------------------- |
| Джакарта 2018 | 15             | 3              | 0              | 3              | Yasmin Koshkosh, Sara Al-Saadi, Mona Mohamed Saad, Alla Abdelmoneim |
| 2022          | не участвовали | не участвовали | не участвовали | не участвовали | не участвовали                                                      |